# Fichtelberg (kommunfritt område)
Fichtelberg är ett kommunfritt område i Landkreis Bayreuth i Regierungsbezirk Oberfranken i förbundslandet Bayern i Tyskland.